# تشوي جونغ إن
تشوي جونغ إن (بالكورية: 최정인)‏ هي مغنية كورية جنوبية، ولدت يوم 7 ديسمبر 1980 في دايجون في كوريا الجنوبية.

## روابط خارجية
- Jung-in على موقع ميوزك برينز (الإنجليزية)
- Jung-in على موقع ميوزك برينز (الإنجليزية)
- Jung-in على موقع ديسكوغز (الإنجليزية)